# Humbertiella ceylonica
Humbertiella ceylonica (лат.) — вид богомолов рода Humbertiella из семейства Gonypetidae. Встречается в Южной Азии: Индия (Ассам, Бихар, Карнатака, Мадхья-Прадеш, Махарастра, Тамилнад, Уттар-Прадеш, Западная Бенгалия); Мьянма; Шри-Ланка. Длина тела до 35 мм. Тело тёмно-коричневатое. Лобный склерит чёрный или черноватый, верхний край менее дугообразный и середина обычно коричневая у самки, светло-коричневая или бледно-беловатая у самца. Бугорки переднеспинки хорошо выражены. Длинные внутренние шипы передних бёдер чёрные. Переднее крыло у самца длиннее тела; у самки переднее крыло доходит до 5—6 брюшного сегмента.

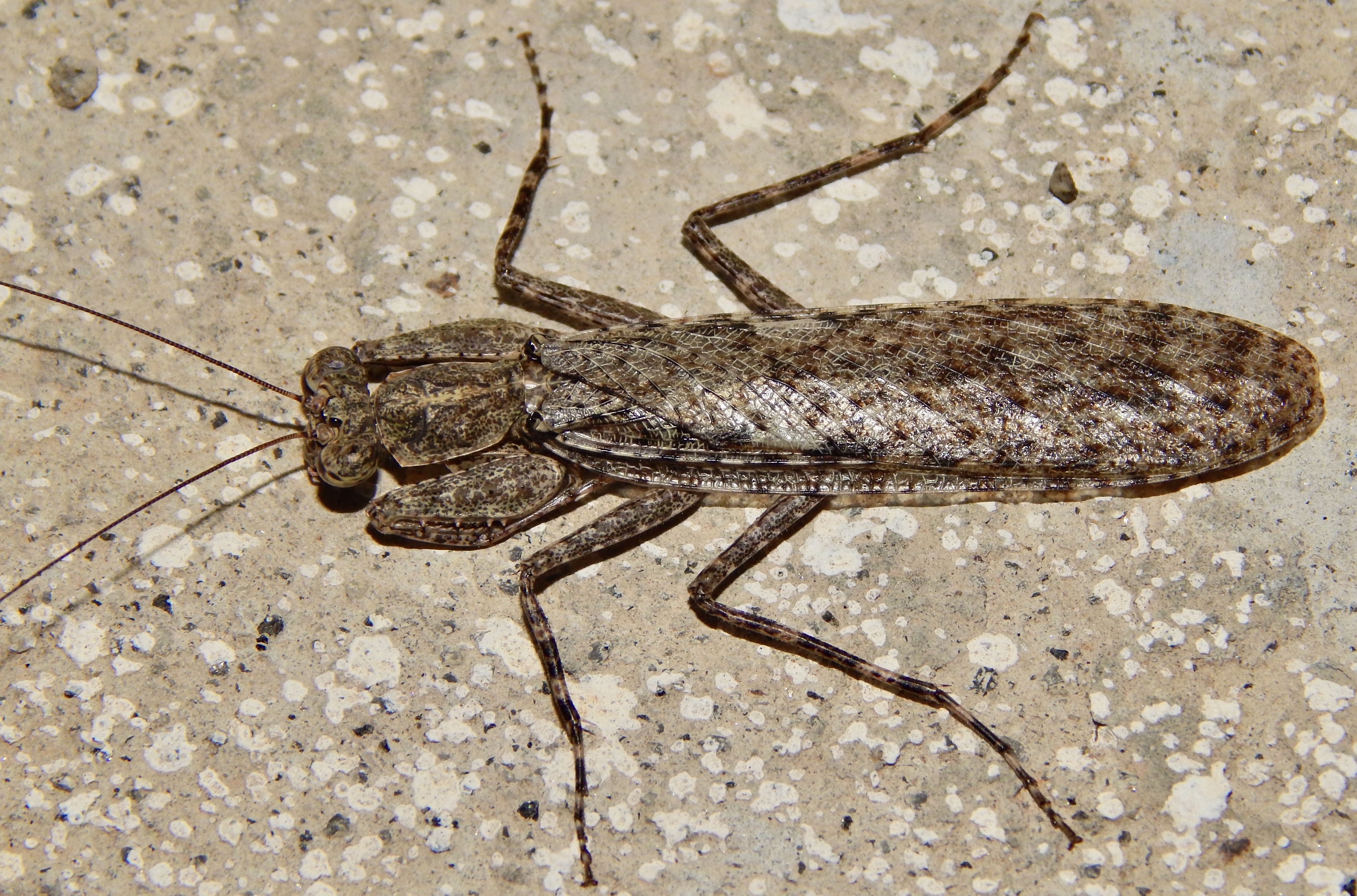